# Thaumatin

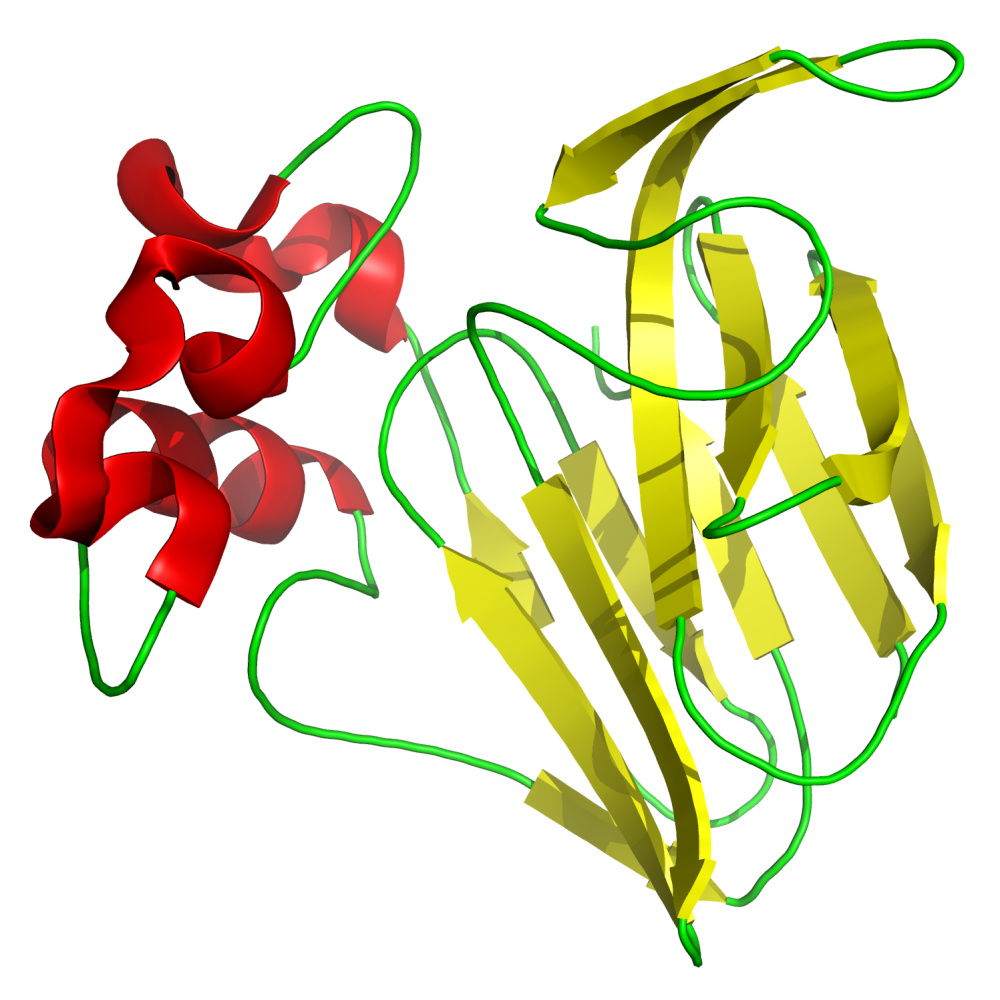
Diagram Thaumatinu

Thaumatin je nízkokalorické bílkovinové sladidlo, zesilovač a modifikátor příchuti. Skládající se ze směsi polypeptidů, extrahovaných ze slupek západoafrického ovoce katemfe. Ačkoliv je thaumatin označován za nejsladší látku na světě, chuť je zřetelně odlišná od cukru, vydrží nezvykle dlouho a zanechává dozvuk připomínající lékořici. Thaumatin je snadno rozpustný ve vodě. Thaumatin je považován za bezpečnou látku. Najdeme jej ve žvýkačkách, nealkoholických nápojích, jogurtech, vitamínových přípravcích, želé, džemech a v mnoha dalších potravinách. Ve členských státech EU se thaumatin označuje na výrobcích kódem E957.